# Karl Elze (Tiermediziner)
Karl Elze (geb. 31. Juli 1932 in Zwickau, gest. 10. Mai 2001 in Leipzig) war ein deutscher Tiermediziner, Hochschullehrer an der Universität Leipzig und langjähriger Zootierarzt des Zoos Leipzig. Sein Sohn, der Leipziger Schriftsteller Carl-Christian Elze, setzte ihm in seinem Erzählband Oda und der ausgestopfte Vater – Zoogeschichten ein Denkmal.

## Leben
Elze wuchs im Vogtland auf und besuchte von 1943 bis 1951 das humanistische Gymnasium in Zwickau. Von 1951 bis 1956 studierte er Tiermedizin an der Veterinärmedizinischen Fakultät der Universität Leipzig, erhielt 1957 die Approbation und promovierte im Institut für Tierzucht unter Professor Heinrich Arcularius. Nach Studienende war er bis zu seiner Emeritierung an der Geburtshilflichen Tierklinik tätig. Neben seiner Tätigkeit an der Fakultät war er von 1957 bis 1990 als Zootierarzt tätig. Er habilitierte sich 1966 mit der Schrift Bedeutung und Ursachen der Kälber-Colisepsis sowie Möglichkeiten ihrer Bekämpfung durch Tierarzt und Landwirt unter den Bedingungen der Großraumbewirtschaftung und wurde 1967 zum Dozenten ernannt. 1977 wurde er außerordentlicher Professor an der Geburtshilflichen Tierklinik und hielt die Vorlesungen zu Jungtierkrankheiten. Er war von 1980 bis 1990 Vorsitzender der Promotionskommission der Leipziger Fakultät und einer der Wissenschaftler mit den meisten Publikationen. 1986 wurde ihm der Titel Oberveterinärrat verliehen. 1990 wurde er mit der Neubegründung der Leipziger Fakultät zum ersten Prodekan für tierärztliche Dienste gewählt. 1996 wurde er emeritiert. Elze verstarb 2001 an einem Aortenaneurysma.
Elzes wissenschaftliches Wirken richtete sich vor allem auf die Fruchtbarkeit von Sauen sowie Jungtier- und Zootierkankheiten. Er saß im Redaktionsbeirat der Zeitschriften Züchtungskunde und Tierärztliche Praxis. Sein Werk Jungtierkrankheiten erschien 1973 im Gustav Fischer Verlag, 1985 in zweiter Auflage und wurde auch ins Russische und Spanische übersetzt. Zudem war er Mitautor im 1985 erschienenen Handbuch der Zootierkrankheiten.

Grabstätte Karl Elze

Karl Elze wurde auf dem Leipziger Südfriedhof beerdigt.

## Publikationen
- K. Elze, H. Meyer, G. Steinbach: Jungtierkrankheiten (= Tierärztliche Praxis). Fischer, 1973 (google.com [abgerufen am 14. März 2024]).